# Кириченко Юрій Олексійович
Ю́рій Олексі́йович Кириче́нко (13 січня 1936 — 6 травня 2017) — український, радянський та російський дипломат. Надзвичайний і Повноважний Посол СРСР. Син 1-го секретаря ЦК Компартії України Олексія Кириченка (1908—1975).

## Життєпис
Народився 13 січня 1936 року в місті Зерноград, Ростовська область. У 1958 році закінчив Київський національний університет імені Тараса Шевченка, факультет міжнародних відносин.
У 1958—1962 рр. — співробітник МЗС Української РСР.
У 1962—1964 рр. — слухач Вищої дипломатичної школи МЗС СРСР.
У 1964—1970 рр. — 2-й секретар, 1-й секретар, радник посольства СРСР в Каїрі (ОАР).
У 1970—1972 рр. — співробітник центрального апарату МЗС СРСР.
У 1972—1973 рр. — радник-посланник Посольства СРСР в Туреччині.
У 1973—1975 рр. — Надзвичайний і Повноважний Посол СРСР в Ісландії.
У 1975—1982 рр. — Надзвичайний і Повноважний Посол СРСР в Норвегії.
У 1982—1986 рр. — завідувач відділу культурних зв'язків із зарубіжними країнами Міністерства закордонних справ СРСР.
У 1986—1990 рр. — Надзвичайний і Повноважний Посол СРСР на Маврикії.
Був головним радником Першого департаменту країн СНД МЗС Росії до 1998 року.

## Нагороди та відзнаки
- Орден Дружби народів (1986)
- Орден «Знак Пошани»
- Медаль «За трудову доблесть»

## Сім'я
- батько — Кириченко Олексій Іларіонович (1908—1975), 1-й секретар ЦК Компартії України.
- мати — Кириченко Євдокія Мойсеївна (1906—1984)
- дружина — Гречко Тетяна Андріївна (1927—2002), донька маршала Андрія Гречка